# Зворотний запит DNS
Зворотний запит DNS (англ. reverse DNS lookup) — особлива доменна зона, призначена для визначення імені вузла за його IP-адресою за допомогою PTR-запису. Адреса вузла AAA.BBB.CCC.DDD перекладається в зворотній нотації в DDD.CCC.BBB.AAA.in-addr.arpa. Завдяки ієрархічній моделі управління іменами з'являється можливість делегувати управління зоною власнику діапазону IP-адрес. Для цього в записах авторитетного DNS-сервера вказують, що за зону CCC.BBB.AAA.in-addr.arpa (тобто за мережу AAA.BBB.CCC.000/24) відповідає окремий сервер.

## Виконання зворотного запиту
При запиті виконується зчитування запису «PTR», який містить доменне ім'я, що треба знайти. Якщо запис відсутній або ж відповідний піддомен не делегований, то вважається, що IP-адреса не має зворотного  DNS. PTR запису не викликають додаткової обробки секції. Ці RRs використовуються в спеціальних доменах, щоб вказати на деяке інше місце розташування в просторі домену. Ці записи - прості дані і не мають на увазі спеціальної обробки подібно виконаному CNAME, який визначає псевдоніми.

### in-addr.arpa
DNS-запис in-addr.arpa має такий вигляд:
```
56.34.12.10.in-addr.arpa. IN PTR host1.example.net.
```

Це означає, що IPv4-адресі 10.12.34.56 відповідає ім'я вузла host1.example.net.

### ip6.arpa
DNS-запис ip6.arpa має такий вигляд:
```
5.4.3.2.1.0.0.0.0.0.0.0.0.0.0.0.0.0.0.0.0.0.0.0.8.b.d.0.1.0.0.2.ip6.arpa. IN PTR host1.example.net.
```

Це означає, що IPv6-адресі 2001:0db8::1:2345 відповідає ім'я вузла host1.example.net.

## Безкласова маршрутизація
При використанні безкласової маршрутизації виникає проблема з делегуванням окремих підмереж, які не збігаються за розміром з класом (тобто з піддоменом чергового рівня).
Для вирішення цієї проблеми було створено RFC 2317, що описує делегування піддоменів in-addr.arpa в безкласовій адресації.
Для делегування діапазонів адрес IPv6 використовується доменна зона ip6.arpa.

## Цікаві факти
- Багато інтернет-сервісів компанії Google мають в зворотній зоні DNS записи, які закінчуються суфіксом «1e100.net», що є варіантом написання числа «гугол» в експоненційнії нотації (одиниця, помножена на 10 у степені 100).